# Жан-Крістоф Рюфен
Жан-Крісто́ф Рюфе́н (фр. Jean-Christophe Rufin; нар. 28 червня 1952) — французький письменник, член Французької академії, лауреат Гонкурівської премії за роман «Червоне бразильське» (2001), лікар, мандрівник, дипломат, колишній посол Франції у Сенегалі, колишній голова громадської організації «Дія проти голоду».

## Літературна творчість
Жан-Крістоф Рюфен присвятив більше 20 років роботі в НДО в таких країнах, як Нікарагуа, Афганістан, Філіппіни, Руанда, а також на Балканах. Цей досвід спонукав його до написання свого першого есе про роль НДО в зонах конфліктів «Гуманітарна пастка» (Le Piège humanitaire, 1986).
1999 року він опублікував роман «Втрачені цілі», присвячений пародоксальним наслідкам діяльності гуманітарних організацій, які допомагаючи населенню, водночас роблять спільну справу з місцевими диктаторами.
Його пригодницькі, історичні та політичні романи часто нагадують подорожні нотатки, мають історичну основу й близькі до соціально-фантастичних романів.
Літературний доробок Рюфена був відзначений багатьома преміями, зокрема Гонкурівською премією (2001) за роман «Червоне бразильське». 2008 року Рюфена було обрано до Французької академії, на крісло письменника Анрі Труая.
У березні 2018 року роман Рюфена «Червоне кольє» (Le Collier rouge) був екранізований Жаном Бекером, Франсуа Клюзе та Нікола Дювашелем. Сам Рюфен брав участь у написанні сценарію цієї стрічки.

## Твори

### Проза
- Абісинець / L'Abyssin, éditions Gallimard, 1997 (ISBN 2-07-074652-6) — prix Goncourt du premier roman et prix Méditerranée ; 300 000 exemplaires vendus et 19 traductions.
- Врятувати Ісфахан / Sauver Ispahan, Gallimard, 1998.
- Втрачені справи / Les Causes perdues, Gallimard 1999 — prix Interallié 1999, Prix littéraire de l'armée de terre — Erwan Bergot 1999 ; réédité avec le titre Asmara et les Causes perdues.
- Червоне бразильське / Rouge Brésil, Gallimard, 2001 (ISBN 2-07-030167-2) — prix Goncourt 2001 ; en " Folio " no 3906.
- Глобалія/ Globalia[8], Gallimard, 2003 (ISBN 2-07-073729-2).
- Саламандра / La Salamandre, Gallimard, 2005 ; en " Folio " (ISBN 2-07-032876-7).
- Парфум Адама / Le Parfum d'Adam, éditions Flammarion, 2007.
- Леопард у холці / Un léopard sur le garrot, Gallimard, 2008 (автобіографія).
- Катіба / Katiba, Flammarion, 2010 (ISBN 2-08-120817-2 et 978-2081208179).
- Сім історій, що прийшли здалеку (оповідання) / Sept histoires qui reviennent de loin (nouvelles), Gallimard, 2011 (ISBN 978-2-07-013412-0).
- Велике серце / Le Grand Cœur, Gallimard, 2012 (ISBN 978-2-07-011942-4).
- Безсмертна прогулянка. Компостель мимоволі / Immortelle Randonnée: Compostelle malgré moi, Editions Guérin, 2013 (ISBN 978-2-35221-061-0)
- Червоне кольє / Le Collier rouge, Gallimard, 2014 (ISBN 9782070137978) — prix Maurice-Genevoix
- КПП / Check-point, Gallimard, 2015 (ISBN 978-2-07014-641-3).
- Довколосвітні мандри короля Зібеліна / Le Tour du monde du roi Zibeline, Gallimard, 2017 (ISBN 978-2-07-017864-3).
- Вішальник із Конакрі (Загадки консула Ореля, т. І) / Le Suspendu de Conakry (Les énigmes d'Aurel le Consul, vol. 1), Flammarion, 2018 (ISBN 978-2-08-14-1693-2).
- Сім шлюбів Едґара і Людмили / Les Sept Mariages d'Edgar et de Ludmilla, Gallimard, 2018 (ISBN 978-2-07-27-4315-3).
- Три консулові жінки (Загадки консула Ореля, т. II) / Les Trois femmes du Consul (Les énigmes d'Aurel le Consul, vol 2), Flammarion, 2019 (ISBN : 978-2-08-14-2025-0).

### Есе
- Le Piège humanitaire — Quand l'humanitaire remplace la guerre, éd. Jean-Claude Lattès, 1986.
- L'Empire et les Nouveaux Barbares, éd. Jean-Claude Lattès, 1991 ; nouvelle édition revue et augmentée Jean-Claude Lattès, 2001 (un essai de politique internationale qui compare l'Occident à l'Empire romain menacé par les barbares: " Aujourd'hui, c'est l'Est qui demande des aides pour son développement. Quant au Sud, il s'arme maintenant contre le Nord. ")
- La Dictature libérale, éd. Jean-Claude Lattès, 1994, prix Jean-Jacques-Rousseau 1994.
- L'Aventure humanitaire, coll. " Découvertes Gallimard / Histoire " (no 226), éd. Gallimard, 1994.
- Géopolitique de la faim — Faim et responsabilité, éd. PUF, 2004.

## Переклади українською
- Абіссінець. - К.: Пор-Рояль, 2007. - 560 с. - (Серія "Лауреати літературних премій"). ISBN 966-7068-19-6
- Довколосвітні мандри короля Зібеліна, роман. Київ: Видавництво Жупанського, 2019. Переклав Ярослав Коваль.